# Josep Vinyals i Galí
Josep Vinyals i Galí OSB (* 1771 in Terrassa; † 1825 ebenda) war ein katalanischer Komponist, Organist und Instrumentalist aus dem Kloster Montserrat.

## Leben und Werk
Josep Vinyals wurde musikalisch an der Escolania de Montserrat ausgebildet. Er war dort Schüler von Anselm Viola und Narcís Casanoves. 1790 trat er als Mönch in den Benediktinerorden und in das Kloster Montserrat ein. Er profilierte sich dort als Violinist, Cellist und Organist. Nach den napoleonischen Überfällen auf Montserrat 1811/1812 wirkte er bei der Wiedereinrichtung der Escolania (Choralschola) und der Wiederbeschaffung und Wiederherstellung von Musikwerken mit. 1792 wurde er Kapellmeister der Escolania und Organist des Klosters Montserrat. In seinen späten Lebensjahren ging er als Organist in das Benediktinerkloster Sant Benet de Bages. Er starb in 1825 in seiner Geburtsstadt Terrassa, in die er sich begeben hatte, um seine angeschlagene Gesundheit wieder herzustellen. 
Vinyals komponierte Werke für Tasteninstrumente. Hervorzuheben sind seine Sammlung von Orgelsonaten aus dem Jahr 1797. Auch sein Korpus für verschiedene Instrumente, beispielsweise die sechs Quintette für zwei Oboen, zwei Hörner und Fagott sind erwähnenswert. Darüber hinaus kopierte Vinyals verschiedene Werke seines Lehrers Narcís Casanoves, nachdem diese zunächst in den napoleonischen Wirren verloren gegangen waren.